# Neil Ramirez
Neil Andrew Ramirez (né le 25 mai 1989 à Virginia Beach, Virginie, États-Unis) est un lanceur droitier des Ligues majeures de baseball.

## Carrière
Neil Ramirez est un choix de première ronde des Rangers du Texas en 2007. Ramirez évolue à partir de 2008 en ligues mineures dans l'organisation des Rangers, où il est lanceur partant et où il gradue au niveau Triple-A en 2011. Tout au long de ses 6 années en ligues mineures, Ramirez subit des blessures récurrentes à l'épaule droite.
Le 23 août 2013, Ramirez est transféré aux Cubs de Chicago pour compléter la transaction effectuée le 22 juillet précédent et dans laquelle les Rangers avaient acquis le lanceur Matt Garza en retour du joueur de troisième but Mike Olt et des lanceurs Justin Grimm et C. J. Edwards.
Neil Ramirez fait ses débuts dans le baseball majeur comme lanceur de relève pour les Cubs de Chicago le 25 avril 2014, dans un match où Matt Garza est le lanceur partant des Brewers de Milwaukee.
Après avoir joué pour les Cubs de 2014 à 2016, il fait une série de brefs passages au sein de divers clubs, ce qui l'amène à disputer quelques matchs avec les Brewers de Milwaukee (2016), les Twins du Minnesota (2016), les Giants de San Francisco (2017) et les Mets de New York (2017).
Le 27 juillet 2017, il signe un contrat des ligues mineures avec les Nationals de Washington.